# Басараб, Мария Александровна
Мари́я Алекса́ндровна Басара́б (род. 19 января 1990 года, Урай) — российская гандболистка, бывший вратарь сборной России. Мастер спорта.

## Спортивная карьера

### Клубы
- 2004—2008 —  «Алиса»(Уфа)
- 2008—2014 —  «Лада» (Тольятти)
- 2014—2015 —  «Звезда» (Звенигород)
- с 2015 —  «Ростов-Дон» (Ростов-на-Дону)[1]
  - 2015—2016  «Кубань» (Краснодар), аренда
  - 2016—2017 «Ростов-Дон»  (Ростов-на-Дону
  - С сезона 2017 приостановила выступление.

## Достижения
- 3-кратная обладательница Кубка ЕГФ (2012, 2014-17).
- Серебряный призёр Чемпионата России (2014).
- Бронзовый призёр Чемпионата России (2011, 2012).
- Серебряный призёр чемпионата мира среди молодежи (2010).
- Обладательница Суперкубка России (2014).
- Сезон 2016-17
- Обладательница Суперкубка России (2016).
- Чемпион России 2017
- Обладательница кубка России 2017
- Обладательница Суперкубка России 2017
- Обладательница Кубка ЕГФ 2017